# Кубок Іспанії з футболу 1906
Кубок Іспанії з футболу 1906 — 4-й розіграш кубкового футбольного турніру в Іспанії. Титул вдруге поспіль здобув Мадрид.

## Матчі
| Команда 1         | Рахунок | Команда 2              |
| ----------------- | ------- | ---------------------- |
| 9 квітня 1906     |         |                        |
| Мадрид            | 3:0     | Уельва Рекреатіво Клуб |
| 10 квітня 1906    |         |                        |
| Мадрид            | 4:1     | Атлетік (Більбао)      |
| 11 квітня 1906    |         |                        |
| Атлетік (Більбао) | 2:1     | Уельва Рекреатіво Клуб |

## Фінал
| 10 квітня 1906 |

| Мадрид        | 4:1      | Атлетік (Більбао) |
| ------------- | -------- | ----------------- |
| Праст Парахес | Протокол | Урібе             |

| Іподромо де Кастельяна, Мадрид Арбітр: Вільям Ватерсон |